# Robert Kelly (cómic)
Robert Kelly es un personaje ficticio que aparece en los cómics estadounidenses publicados por Marvel Comics. Él aparece más a menudo en X-Men de Marvel y los cómics relacionados con X-Men. Es un destacado senador de Estados Unidos que comenzó su carrera en una plataforma anti-mutante; y, como el equipo de X-Men está compuesto enteramente de mutantes, su rol tiende a ser el de un antagonista. Sin embargo, hacia los últimos días de su carrera, después de ser heroicamente salvado por el mutante Pyro (infectado con el Virus Legado en ese momento), comenzó a cambiar sus puntos de vista sobre los mutantes en general.

## Historial de publicaciones
El personaje fue creado por Chris Claremont y John Byrne y hace su primera aparición en Uncanny X-Men #135 (julio de 1980).

## Biografía del personaje ficticio
El senador Robert Kelly fue visto por primera vez en una reunión social organizada por el Club Fuego Infernal, donde una ilusión proyectada por el villano mutante Mente Maestra le hizo creer que había visto al Hombre X Cíclope disparando a ciegas contra la multitud. Él fue el patrocinador principal de la Ley de Control Mutante y el Proyecto: Despertar, un programa del gobierno destinado a crear robots Centinela que ayudarían a localizar y, si es necesario, detener o matar mutantes violentos.
Él jugó un papel central en la historia Días del futuro pasado que tuvo lugar en Uncanny X-Men #141-142 (enero-febrero de 1981). Toda la trama giraba en torno a los X-Men deteniendo a Mística y la Hermandad de Mutantes de asesinar al Senador Kelly y por lo tanto causando inadvertidamente un futuro distópico en el que los mutantes y otros héroes fueron cazados por los Centinelas y casi totalmente eliminados.
Cuando apareció en Uncanny X-Men # 246 (julio de 1989), se casó con Sharon, una ex mucama que trabajó en el Club Fuego Infernal. Kelly, en una reunión con Sebastian Shaw, se sorprendió cuando su esposa entró vestida con su antiguo atuendo de sirvienta para divertirse. Ella estaba realmente arrepentida, diciendo que no hubiera hecho tal cosa si no hubiera sido solo él y Shaw. Sharon murió en el siguiente número, en Uncanny X-Men # 247 (agosto de 1989), tiroteada por el robot caza-mutantes conocido como Molde Maestro durante una batalla entre él y Pícara. Esto incitó aún más la postura de Kelly contra los mutantes.
Kelly se mantuvo activista anti-mutante en los cómics durante los 90s, pero poco a poco se volvió de mente más abierta y tolerante hacia la población mutante, prometiendo a los X-Men que trabajaría por los derechos de los mutantes durante el 2000. Después de que su vida fue salvada por el mutante Pyro en un ataque (esto fue cuando Pyro fue infectado con el Virus Legado) de su antiguo compañero Post, Kelly se comprometió a reconsiderar su posición a los mutantes y trabajar para mejorar las relaciones humanas-mutantes. A pesar de ser vigilado por el Hombre X Cable, poco después fue asesinado en un mitin de la universidad (donde estaba hablando) por el activista anti-mutantes Alan Lewis, que consideró que el senador Kelly traicionó su causa anti-mutante. Murió en los brazos de Cable donde él había estado demasiado ocupado con una "reunión" en el plano astral para darse cuenta del peligro para Kelly antes de que fuera demasiado tarde. Con sus respiraciones moribundas, suplicó a Nathan que no renunciara a su sueño. Su incapacidad para proteger al reformado senador Kelly, junto con su devastadora pérdida de Moira MacTaggert, quien fue asesinada por Mystique, llevó a Cable a dejar a los X-Men poco después.
Una prisión para criminales mutantes llamada The Box también se conocía como el Centro de corrección de Robert Kelly, donde fue nombrado en honor a él.

## Creación
El nombre del personaje fue elegido por Chris Claremont, en honor a su profesor del Bard College, el poeta Robert Kelly. El senador Kelly ha sido comparado con el senador y cruzado anticomunista Joseph McCarthy.

## Otras versiones

### Era de Apocalipsis
En la Era de Apocalipsis, Robert Kelly era un activista por la paz mutante-humano. Había conseguido que el Consejo Superior de Derechos Humanos y el imperio de Apocalipsis firmen el Pacto Kelly, un tratado destinado a evitar los sacrificios y la experimentación con humanos y mutantes por igual, aunque las fuerzas de Apocalipsis hicieron poco por respetar el pacto.
Debido a su defensa del pacifismo, Kelly fue arrestado y colocado en un campo de prisioneros en México, que estaba bajo la vigilancia de Diablo y el Hombre Absorbente, dos mutados basados en magia que se habían alineado con Apocalipsis. Sin embargo, Kelly fue rescatado por Magneto, Rondador Nocturno y Pícara.
Tras la derrota de Apocalipsis, Kelly fue elegido Presidente de los Estados Unidos. Nombró a Magneto como Director de Asuntos Mutantes y solicitó la ayuda de los X-Men en la reconstrucción del país roto.

### House of M
En la realidad House of M, Robert Kelly era un senador de Estados Unidos y también el jefe del Consejo de Asuntos Mutantes en la época de la Guerra Mutante-Humano. Más tarde fue asesinado por Dientes de Sable.

### X-Men: Noir
En la realidad X-Men Noir, Robert Kelly era un senador republicano de Nueva York, quien defendió enérgicamente la polémica prisión estadounidense extraterritorial de Genosha Bay. Kelly cree que a través de la eugenesia es necesario contener a los criminales que son más excepcionalmente peligrosos de "infectar" al público con sus formas delictivas. Sin embargo, el verdadero propósito de Kelly de mantener Genosha Bay era porque era el campo de pruebas que reclutaba una nueva generación de soldados ideales y agentes del gobierno.

## En otros medios

### Televisión
- En la serie animada X-Men, que funcionó en Fox durante 1992-1997, Robert Jefferson Kelly (con la voz de Len Carlson) se postuló a la presidencia en una campaña anti-mutante durante el comienzo de la primera temporada de la serie. Kelly llegó a hacerse amigo de los X-Men y apoyó a los mutantes poco después de su elección como Presidente de los Estados Unidos, en el episodio final de la temporada, después de que los X-Men lo habían rescatado de un intento de asesinato de Mística (que se hacía pasar por Gambito para que parezca que los X-Men lo hicieron) y un intento de lavado de cerebro de Molde Maestro. En el primer episodio de la segunda temporada, Kelly asumió el cargo de presidente, se pronunció en apoyo de los mutantes, e hizo de su primer acto presidencial un perdón oficial de Bestia, que había sido injustamente detenido a principios de la temporada uno. Estas acciones llevaron a antiguos partidarios anti-mutantes de Kelly a sentirse traicionados por él y crear la reacción anti-mutante pública que impregnó toda la segunda temporada de la serie. De la tercera a la quinta temporada de la serie animada, el presidente Kelly tenía un perfil bajo. Permaneció amistoso con los X-Men a través del final de la serie, trabajando con ellos para hacer frente a las amenazas mutantes globales como Magneto costruyendo un asteroide solo para mutantes armado y habitable en el espacio durante la cuarta temporada.

- En X-Men Evolution, Kelly (rebautizado Edward Kelly y con la voz de Dale Wilson) fue el director de la Secundaria Bayville, la escuela a la que varios de los X-Men continuaron asistiendo luego de la desaparición de su predecesor, la anterior directora Raven Darkholme. Después de que La Hermandad de Mutantes expuso las identidades secretas de los X-Men en la escuela y el Profesor X borró los recuerdos de las personas, trató de hacer lo mismo con el director Edward Kelly (que estaba observando desde lejos) pero se derrumbó. Finalmente nadie recuerda lo que pasó en la escuela y a pesar de que habían equipos de cámara para televisión grabando, la señal no salió al aire, el Profesor X sospechaba que Magneto podría haber interferido con esto. Cuando finalmente las identidades de los X-Men se hicieron públicas, Kelly estaba votando por alejar a los mutantes de la escuela. El consejo escolar cambió de opinión después de que los X-Men salvaron sus vidas del disturbio que provocaron Sapo, Avalancha, Mole y su contratista Duncan Matthews, el héroe de rugby de la escuela (que trataba de hacer que expulsen a los X-Men a petición de Kelly). Luego del fracaso de La Hermandad de Mutantes, el director Edward Kelly le dijo a Avalancha que él y los demás miembros de La Hermandad de Mutantes estaban expulsados. En la última temporada de la serie, Kelly estaba persiguiendo una carrera como alcalde de la ciudad.

- El senador Robert Kelly aparece en Wolverine y los X-Men, con la voz de Richard Doyle. Está empezando su proyecto para los Centinelas y prueba el Merodeador Centinela en una manifestación anti-mutante. El Merodeador se enfoca en Pícara en el grupo de rally y ataca a la multitud. Después, Kelly decide cerrar el proyecto para centrarse en la Hermandad de Mutantes. También manda a sus agentes a recuperar un collar moderador de mutantes que podría neutralizar sus poderes pero fue recuperado por Wolverine. En "Líneas de batalla", se reveló que él arregló que Genosha debe darse a Magneto cuando discuten sobre la DRN conteniendo algunos mutantes poderosos. Cuando el senador Kelly le pregunta qué va a hacer al respecto, Magneto dice que ya lo está haciendo, mientras corta a sus acólitos irrumpiendo en las instalaciones de DRM. En "Contragolpe", el senador Kelly aparece con Bolivar Trask, Sybil Zane, y Warren Worthington II al ver a los Centinelas combatiendo a los X-Men y la Hermandad de Mutantes. En "Ángel de la Guarda", Warren Worthington II tiene una charla con el senador Kelly sobre hacer el estado de Warren Worthington III como público mutante. Tras un ataque de Arcángel, Warren Worthington II interrumpe su alianza con el senador Kelly. En "Ases y Ochos", cuando Genosha cierra sus fronteras, Kelly envió a Gambito a tomar el casco de Magneto y paralizar a Genosha. Sin embargo, a pesar de que Gambito logra cumplir su última tarea, pierde el casco. Magneto estaba listo para golpear al senador cuando los X-Men intervienen y el propio Charles Xavier les mostró el futuro apocalíptico como el resultado de su guerra. Consternado por esta revelación, Kelly cierra la producción de Centinelas. Sin embargo, Magneto deseaba la guerra y reemplazó a Kelly con Mística después de que Magneto hace que Quicksilver lo capture. Cuando se lo ve por última vez, estaba recluido en una celda de detención de Genosha. Si hubiera una segunda temporada, habría sido liberado.

- El senador Robert Kelly aparece en Iron Man: Armored Adventures episodio "El Factor X", otra vez con la voz de Dale Wilson. Como un político anti-mutante rabioso, se le ve dando un discurso anti-mutante televisado tras el ataque de Magneto a Simon Trask. Cuando Kelly da su discurso en Nueva York acerca de su plan para hacer registrar a los mutantes, Magneto pretende hacer que "Annie" ejecute un ataque telequinético en su corazón para que se vea como una muerte natural en lugar de un asesinato. Durante el ataque de Magneto a Iron Man, Annie utiliza sus poderes mentales para salvar al senador Kelly, que sin embargo sigue siendo hostil a ella. Posteriormente Iron Man amonesta al senador Kelly por su falta de gratitud y el humillado senador Kelly termina yéndose bajo una tormenta de protestas y objetos arrojados por sus antiguos partidarios.

### Películas
- El senador Kelly apareció en la película de 2000 X-Men, interpretado por Bruce Davison. Al igual que en los cómics, él es absolutamente anti-mutante, argumentando que son un peligro para las personas "normales" y que deben ser obligados a registrarse y encerrados. Él es secuestrado por Mystique y Sapo, y está sujeto al proceso de Magneto que lo transforma en un mutante. Sin saberlo, Magneto, el proceso es en última instancia resulta ser mortal, ya que el cuerpo de Kelly empieza a rechazar el proceso a pesar de ser una forma de medusa maleable que tiene el poder de estirarse y puede aplastarse fácilmente si se aplica presión, además de que también se piensa que su avanzada edad también fungió como factor principal para que su cuerpo no tolerara la mutación. Antes de que se convierta en agua bajo la custodia de los X-Men, Kelly aprende a aceptar que algunos mutantes no están en contra de la humanidad y Tormenta se siente cómoda. Él se suplanta posteriormente por Mystique al final de la película. Se lo describe como un senador de Kansas, específicamente en un guion de fábrica de personajes, y el de Mutant Watch lo mencionó como un republicano. También en la característica especial de Mutant Watch en el DVD de X-Men, su joven hija es revelada como un mutante en "TV en vivo" después de una audiencia en el Senado sobre la regulación de mutantes.
- El personaje aún es suplantado por Mystique en la película de 2003 X-Men 2 interpretado nuevamente por Davidson. Bajo el disfraz de Kelly, Mystique puede participar en una reunión en la que participan el presidente de los Estados Unidos y el coronel William Stryker.

### Videojuegos
- El senador Kelly también es mencionado brevemente en X-Men Legends II: Rise of Apocalypse: si el jugador controla un miembro de los X-Men, al final de una misión para proteger una flota de Centinelas (ya que están siendo utilizados para evacuar Nueva York), el personaje seleccionado expresa su desconcierto diciendo "Primero nos unirse a la Hermandad, ahora ayudar a los Centinelas. Lo siguiente es que el senador Robert Kelly nos invite a almorzar."

- El senador Kelly aparece en Marvel: Ultimate Alliance con la voz de Peter Renaday. En el juego, es capturado por Arcade y es encarcelado en algún lugar de Mundo Asesino (que se encuentra en el carro a la izquierda al salir del falso Castillo de Muerte). Una misión secundaria incluye buscarlo en Mundo Asesino. Si se lo encuentra, apoyará el proyecto de ley de Ayuda Mutante que destinará fondos del gobierno para las escuelas (similares a la del Profesor X) que será un éxito en la formación de jóvenes mutantes en cómo controlar sus poderes. Si no se lo encuentra, logra liberarse por su cuenta y patrocina con éxito un proyecto de ley donde se envían a todos los mutantes a campos de reeducación donde serán brutalmente educados para no usar sus poderes. Curiosamente, esta versión del senador Kelly parece albergar no solo un sentimiento anti-mutante, sino una desconfianza general a los superhéroes (algo en la misma línea de J. Jonah Jameson). Cuando es liberado, el jugador le dirá al senador Kelly que encuentre un lugar seguro para esconderse hasta que puedan enviar a algunos agentes de S.H.I.E.L.D. para sacarlo de Mundo Asesino. Él tiene un diálogo especial con Tormenta.

- El senador Kelly aparece en la adaptación de videojuego de X-Men Origins: Wolverine con la voz de Steven Blum. Se le menciona en un registro de trabajo en el laboratorio de cibernética Sebastian Shaw como partidario del Proyecto: Despertar.